# Kollegiatstift Pfreimd
Das Kollegiatstift Pfreimd war ein Kollegiatstift in Pfreimd in der Diözese Regensburg.

## Geschichte
Die erste urkundliche Erwähnung von Pfreimd geht auf das Jahr 1118 zurück. Um die Mitte des 12. Jahrhunderts kann hier ein Kollegiatstift nachgewiesen werden. Im Jahre 1216 wird das Dorf Pfreimd eigene Pfarrei, zu dieser Zeit existierte das Stift bereits nicht mehr.